# Pelexia bonariensis
Pelexia bonariensis är en orkidéart som först beskrevs av John Lindley, och fick sitt nu gällande namn av Rudolf Schlechter. Pelexia bonariensis ingår i släktet Pelexia och familjen orkidéer. Inga underarter finns listade i Catalogue of Life.